# Pier Carlo Padoan
Pietro Carlo Padoan, detto Pier Carlo (Roma, 19 gennaio 1950), è un economista e politico italiano, ministro dell'economia e delle finanze dal 22 febbraio 2014 al 1º giugno 2018 nei governi Renzi e Gentiloni.
Direttore esecutivo per l'Italia del Fondo Monetario Internazionale dal 2001 al 2005 (con responsabilità su Grecia, Portogallo, San Marino, Albania e Timor Est), è stato nominato vice segretario generale dell'OCSE il 1º giugno 2007, divenendone capo economista il 1º dicembre 2009. Dal 22 febbraio 2014 è ministro dell'economia e delle finanze del Governo Renzi. È stato confermato in carica nel governo Gentiloni il 12 dicembre 2016.
Da aprile 2021 ricopre la carica di Presidente del Consiglio di Amministrazione di UniCredit.

## Biografia

### Carriera scientifica ed accademica
Laureatosi in economia presso l'Università La Sapienza di Roma con l'economista matematico Giancarlo Gandolfo, in giovane età criticava, sulla rivista Critica marxista, la "logica keynesiana (cioè borghese)" (cfr. Il fallimento del pensiero keynesiano, "Critica marxista", XIII, 1, 1975, pp. 147–176: 176).
In particolare negli anni settanta prese parte al dibattito economico della sinistra, apparendo influenzato dalle tesi dell'economista polacco Michał Kalecki.

#### Docenza
La sua carriera universitaria è iniziata con una borsa da ricercatore alla Università degli Studi di Siena, in seguito è stato docente di Economia presso l'Università La Sapienza di Roma, il College of Europe di Bruges e Varsavia, l'Université Libre de Bruxelles, l'Università degli Studi di Urbino, quella di La Plata e l'Università di Tokyo.

#### Pubblicazioni
È autore di numerose pubblicazioni scientifiche, in italiano e in inglese, tra cui Proposte per l'economia italiana (Laterza, 1998), Euro-American Trade and Financial Alliances, The Structural Foundations of International Finance, A Transatlantic Perspective on the Euro, L'Economia Europea, assieme a Paolo Guerrieri e, infine, Dal mercato interno alla crisi dello SME.
È stato collaboratore per molti anni dell'economista matematico Giancarlo Gandolfo, col quale ha scritto numerosi lavori scientifici tra cui il volume A Disequilibrium Model of Real and Financial Accumulation in an Open Economy: Theory, Evidence, and Policy Simulations (Springer, 1984).
Al 2020 è membro del comitato di direzione scientifica de Il Riformista Economia, un settimanale dedicato all'economia diretto da Renato Brunetta.

### Incarichi governativi e internazionali

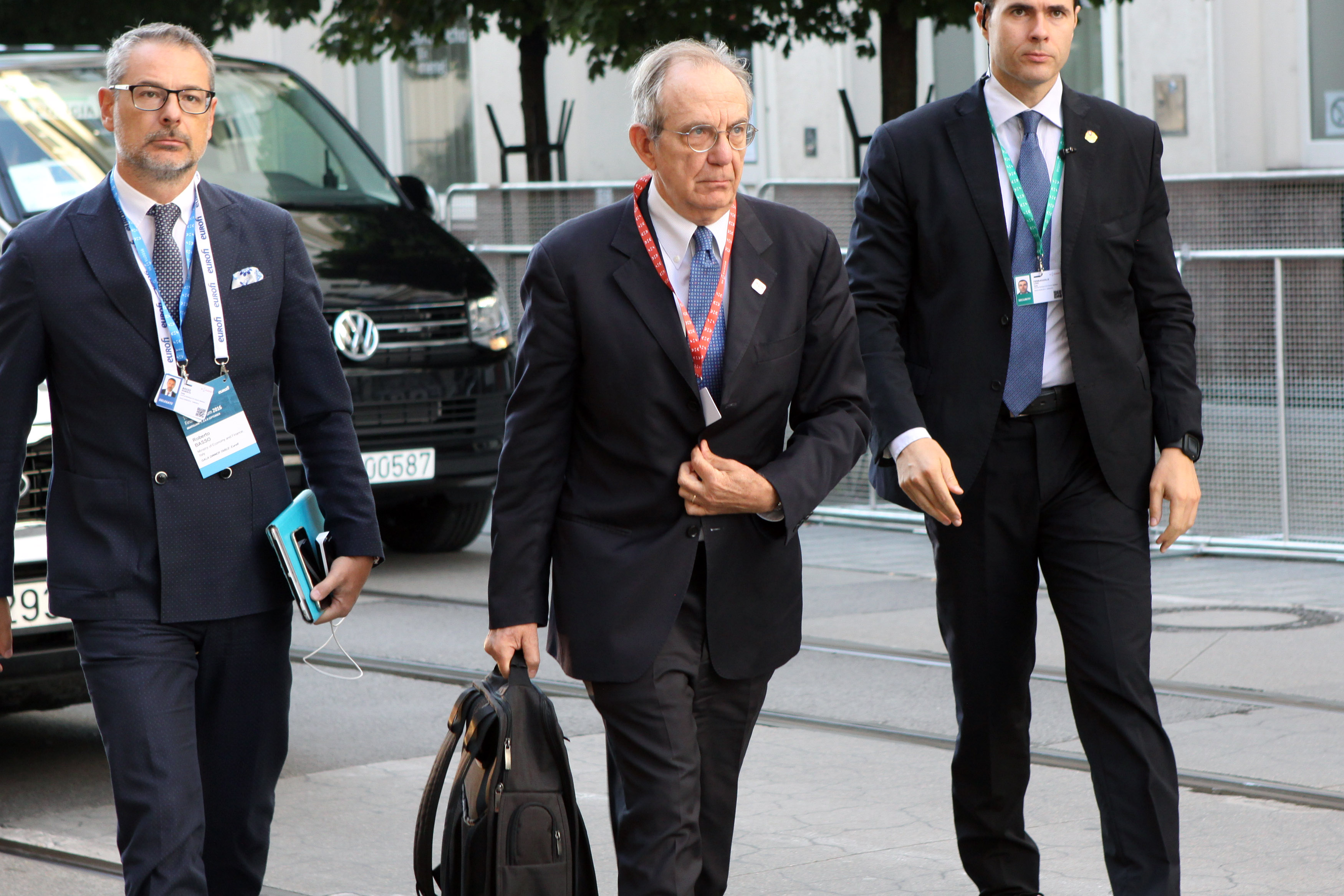
Il ministro mentre arriva ad un vertice informale dei Ministri dell'Economia e delle Finanze.

Dal 1998 al 2001 ha collaborato come consigliere economico con il Presidente del Consiglio (sia con Massimo D'Alema sia con Giuliano Amato), responsabile per il coordinamento della posizione italiana nei negoziati dell'Agenda 2000 per il bilancio UE, l'Agenda di Lisbona, il Consiglio europeo, gli incontri bilaterali e i vertici del G8.
Molto vicino a Massimo D'Alema, è stato direttore della sua fondazione di cultura politica, Italianieuropei. Dal 2001 al 2005 è stato direttore esecutivo per l'Italia del Fondo Monetario Internazionale con responsabilità su Grecia, Portogallo, San Marino, Albania e Timor Est.
Dal 1º giugno 2007 al febbraio 2014 è stato vice segretario generale dell'OCSE, e il 1º dicembre 2009 ne diviene anche capo economista. Oltre a questi incarichi, Padoan è il rappresentante dell'OCSE al G20 finanza, ed è anche a capo della risposta strategica e della Green growth and innovation initiative dell'OCSE.
Il 27 dicembre 2013 il consiglio dei ministri lo sceglie come nuovo presidente dell'ISTAT. Padoan però viene scelto come ministro dell'economia prima che la procedura di nomina giunga a compimento.

#### Ministro dell'economia e delle finanze

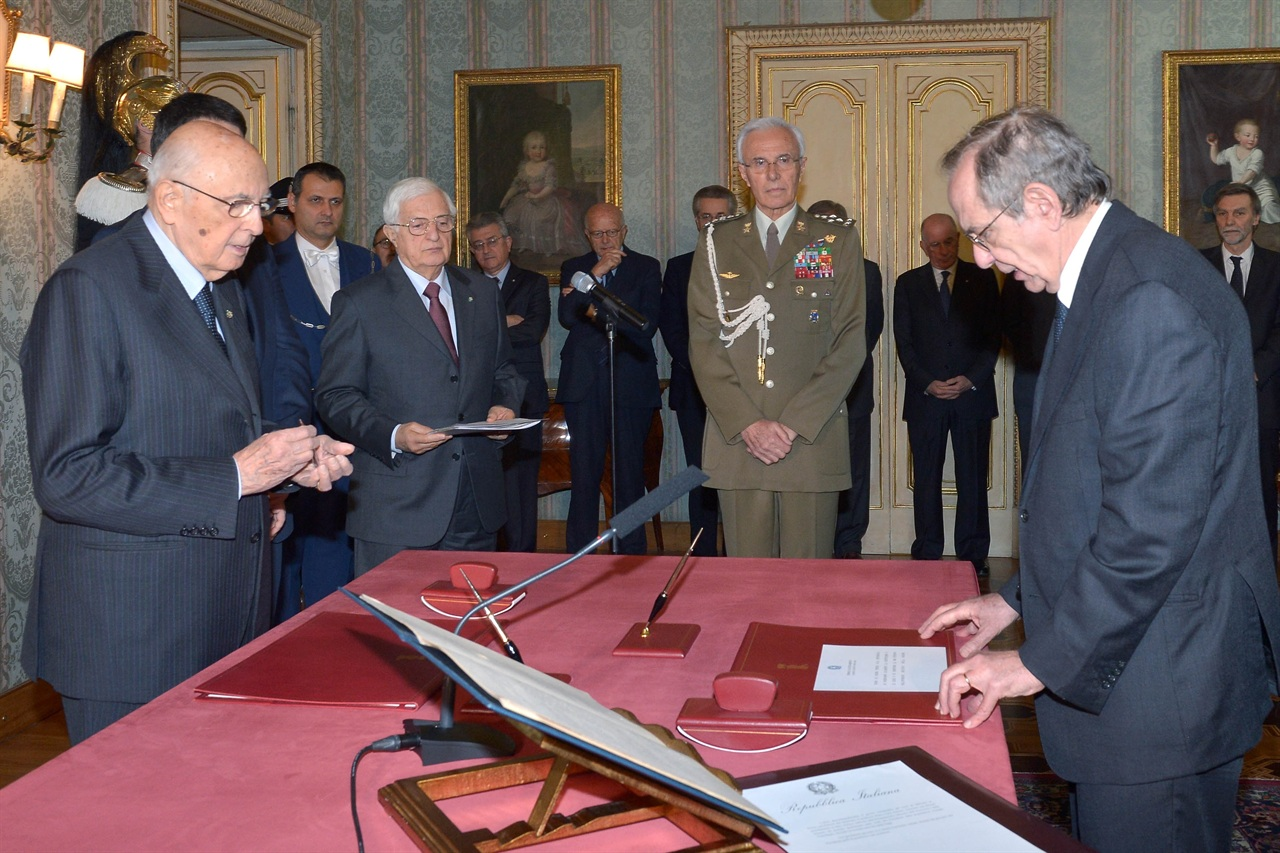
Pier Carlo Padoan giura come ministro dell'economia e delle finanze del Governo Renzi

Il 21 febbraio 2014 è stato scelto da Matteo Renzi per ricoprire l'incarico di ministro dell'economia e delle finanze del governo Renzi. Trovandosi a Sydney al momento della nomina, non riesce a tornare in tempo per giurare il 22 febbraio assieme agli altri ministri. Giurerà il successivo lunedì 24. Nomina capo della sua segreteria tecnica Fabrizio Pagani, precedentemente Sherpa G20, capo della sua segreteria particolare Francesco Alfonso che con il ministro Saccomanni ricopriva l'incarico di capo della segreteria tecnica e capo di gabinetto, il consigliere di Stato Roberto Garofoli.
All'OCSE la sua retribuzione annua era di 216.000 euro, quasi 100.000 in più rispetto a quanto percepisce da ministro (dati resi noti per legge nel maggio 2014).
L'ex ministro delle finanze greco Varoufakis racconta che Padoan, dato che il presidente dell'Eurogruppo Wolfgang Schäuble si era impegnato per aggredirlo in ogni possibile occasione - in modo particolare nell'Eurogruppo -Padoan era riuscito a instaurare con Schauble un rapporto di minimo rispetto, che non voleva compromettere a causa della Grecia. 
Gli chiesi come fosse riuscito a contenere l'ostilità di Schauble, Pier Carlo mi disse che aveva chiesto a Schauble una cosa che potesse fare per ottenere la sua fiducia e che risultò essere "la riforma del mercato del lavoro", espressione in codice che voleva dire ridurre i diritti dei lavoratori, consentendo alle aziende di licenziarli più facilmente, senza o con un minimo compenso, per potere assumere personale meno pagato e meno protetto" (Yanis Varoufakis: Adulti nella stanza, pag 357)
Tra gli interventi pubblici tenuti come ministro, la laudatio pronunciata il 19 marzo 2015 in occasione del conferimento della laurea honoris causa da parte dell'Università Libera università internazionale degli studi sociali Guido Carli (Luiss) di Roma al Premio Nobel 2014 per l'Economia Jean Tirole si segnala per un ripensamento degli equilibri tra le istituzioni europee, invocando una maggiore centralità del Parlamento nei rapporti con la Commissione UE e il Consiglio Europeo. Attraverso gli strumenti concettuali dell'opera scientifica di Tirole, Padoan ha analizzato il rapporto tra principal, supervisor e agent, giungendo alla conclusione che c'è bisogno di una relazione più equilibrata tra Parlamento, Consiglio e Commissione europee, soprattutto in un momento in cui l'Europa fatica a identificare e mettere in campo una strategia economica di lungo periodo capace di realizzare crescita, lavoro e benessere per i cittadini dell'Unione.
Il 12 dicembre 2016 viene riconfermato alla guida del ministero per il governo Gentiloni.
Alle elezioni politiche del 2018 si candida per il Partito Democratico all'uninominale nel collegio di Siena e nel proporzionale in Piemonte, venendo eletto deputato.
Il 4 novembre 2020 rassegna le dimissioni da deputato.

### UniCredit
Il 13 ottobre 2020 entra nel consiglio di amministrazione di UniCredit, del quale verrà successivamente nominato Presidente.